# Val-de-la-Hune
Val-de-la-Hune község Franciaország Loire mente régiójában, Sarthe megyében. Új községként 2025. január 1-jén jött létre Volnay és Saint-Mars-de-Locquenay község egyesítésével. Az egyesüléskor az új község lélekszáma 1556 fő lett. Lakosainak száma 1526 fő (2022. január 1.).

## Népesség
| 2021 | 1 524 |
| 2022 | 1 526 |